# 潘杰林寺
潘杰林寺，位于西藏自治区日喀则地区聂拉木县聂拉木镇江林村，是一座藏传佛教格鲁派寺院。

## 简介
潘杰林寺是位于西藏自治区日喀则地区聂拉木县聂拉木镇江林村中尼公路旁边的一座藏传佛教格鲁派寺院。
1675年，潘杰林寺由五世达赖创建。1959年西藏民主改革前，潘杰林寺隶属拉萨市色拉寺敏扎仓管辖，寺内喇嘛编制为40名。1984年，聂拉木县人民政府投资20万元人民币重修。此次重建以后，该寺大殿一层面积为8柱，大殿门左侧是米拉日巴修行洞，米拉日巴修行洞为封闭式，和整个潘杰林寺建筑完美融合。
2012年，潘杰林寺的僧人次仁丹巴被评为西藏自治区爱国守法先进僧尼。
江林村的潘杰林寺旁边有米拉日巴修行洞。米拉日巴修行洞，藏语名“聂襄垂巴普”或“聂拉木主巴普”，地处聂拉木县聂拉木镇江嘎村，距聂拉木县城大约12公里，距日喀则市大约450公里。该修行洞始建于1059年，是藏族高僧米拉日巴晚年的修行洞。洞内自然景观独特，有大岩石和岩石柱，传说是米拉日巴当年在这里修行前与弟子热穷巴神变之结果。在米拉日巴修行洞中，人只能躬身站立。
除了这处位于江林村的米拉日巴修行洞之外，在聂拉木县的曲乡村69道班附近还有另一个米拉日巴修行洞。吉隆县查嘎达索寺也有他的一个修行洞。尼泊尔有多个米拉日巴的修行洞。
每年旅游时节，潘杰林寺及两个米拉日巴修行洞吸引上千名各国游客及朝圣者前来参拜。